# 斉勝川
斉勝川（さいかちがわ）は、宮城県仙台市青葉区を流れる一級河川。名取川水系広瀬川の支流である。名称はサイカチの木に由来する。山鳥川ともいう。

## 地理
仙台市都心部より西方に位置する愛子盆地内の宮城県仙台市青葉区上愛子地区南西の丘陵地に源を発し東に向かって流れる。
いくつかの流れが2本にまとまりサイカチ沼に注ぎ、さらに細く短い水路で東の月山池につながる。いずれも20世紀前半に川を堰き止めて作った溜め池である。月山池の東から2本のトンネルで堤をくぐり、蛇行しながら600メートルほど東に流れて広瀬川の河岸段丘に入り、下愛子地区を流れる。錦ヶ丘の住宅団地の北で南からくる谷津川を合わせ、栗生地区と落合地区の境を流れ、折立地区の手前で広瀬川に合流する。
上流では丘陵地でV字谷を形成し、途中の池二つを抜けると河岸段丘崖下の際を流れる。河岸段丘面は、農地または市街地であるが、近年、減反政策の影響で農地指定が解除され、市街地化が急速に進んでいる。

## 水質
2011年度の調査では、最下流部の生物化学的酸素要求量(BOD)75%値は 0.7 mg/L、2018年度には0.9mg/Lであった。

## 支流
- 谷津川

## 橋梁
- 芦見橋
- 錦ヶ丘橋 - 宮城県道132号秋保温泉愛子線
- 南舘橋
- 国道48号（愛子バイパス）
- 本木橋
- 栗生新橋
- 新沢田橋 - 宮城県道135号落合停車場線
- 沢田橋
- 落合橋
- 山鳥橋 - 作並街道（旧国道48号）